# Santuario di Nostra Signora del Prodigio
Il Santuario di Nostra Signora del Prodigio, noto anche come Tempio sacrario degli Sport nautici, è un luogo di culto cattolico situato nel quartiere della città di Como denominato Garzola. Il Santuario è annoverato nell'elenco dei santuari e templi votivi della Diocesi di Como.

## Storia
Le origini del Santuario risalgono al 1915, quando mons. Antonio Pagani, appena trasferito a Garzola dopo esser stato parroco a Maslianico, ideò la costruzione di un tempio in cui poter promuovere la devozione di un'icona mariana Seicentesca, ottenuta qualche anno prima dal parroco di Cernobbio don Pietro Maurelli. L'icona, a cui era attribuita la protezione dei naviganti, era stata donata a quest'ultimo da devoti villeggianti provenienti Almenno San Salvatore, i quali avevano ricevuto il quadro in eredità dalla famiglia Zancaropulo Berardo, fuggita a Venezia nel 1669 a seguito dell'assedio di Candia. Secondo la tradizione, il ritrovamento dell'icona sarebbe avvenuto proprio durante questa fuga, durante una tempesta che il quadro stesso avrebbe prodigiosamente contribuito a sedare.
I lavori per la costruzione del tempio, avviati il 26 ottobre 1919 alla presenza del vescovo di Lugano Aurelio Bacciarini, furono interrotti nel 1922 a causa di ristrettezze economiche e ulteriori difficoltà.
Per una ripresa del progetto bisognò attendere oltre trentacinque anni, quando il parroco di Garzola don Luigi Galli inserì il Santuario in un piano di realizzazione di un "Sacrario per gli sport nautici",  ossia un luogo destinato a raccogliere una serie di cimeli sportivi legati ad atleti attivi negli sport di carattere nautico. Ricevuto il beneplacito da parte di papa Giovanni XXIII, il cantiere fu riaperto nel 1963, seguendo un progetto radicalmente rielaborato dall’architetto comasco Fulvio Cappelletti. Il piano dell'opera comportò la costruzione di un grande edificio su due livelli, con un piano superiore a destinazione religiosa e un piano inferiore destinato al cosiddetto Sacrario. La conclusione dei lavori avvenne nel 1968. La consacrazione del Santuario e l'inaugurazione del Sacrario avvennero il 24 marzo dello stesso anno.
L'icona mariana, inizialmente collocata nel piano superiore del Santuario, fu rubata nel 1994 e successivamente sostituita da una copia.
Sulla sommità dell'edificio, l'8 dicembre 2008 venne collocata una statua bronzea dorata raffigurante l'Immacolata Concezione, rivolta verso la città di Como. La scultura, già pinnacolo della demolita cappella dell’ex-seminario maggiore, fu donata al Santuario dal vescovo di Como Diego Coletti.

## Descrizione

### Esterni
La struttura si presenta come grande edificio bianco a forma di nave, a pianta esagonale assai allungata.

### Interni
Internamente, la struttura è divisa su due livelli: al piano superiore si trova il Santuario stricto sensu (ossia la chiesa dedicata alle funzioni religiose), mentre al piano inferiore è collocato il Sacrario degli Sport nautici.

#### Chiesa
La chiesa, nella quale si entra attraverso un portale sormontato da una vetrata dedicata al Pastor et Nauta papa Roncalli, è navata singola. Varcato l'ingresso, si trovano alcune acquasantiere collocate su sculture metalliche rappresentanti cavallucci marini.
Alle spalle dell'altare, un'ampia vetrata raffigura il tradizionale ritrovamento dell'icona mariana venerata presso il Santuario. Una copia del quadro è tuttora conservata in una teca nella parete di destra.
Le pareti del Santuario, decorate da conchiglie sono attraversate in tutta la loro altezza da elementi obliqui in cemento che richiamano le sartie e le gomene usate sulle imbarcazioni.

#### Sacrario degli Sport nautici
Il Sacrario ospita principalmente una serie di cimeli appartenuti a sportivi e/o professionisti che, nel corso della loro carriera, hanno rappresentato l'Italia in discipline legate all'acqua. Sulle vetrate del Sacrario sono raffigurati i cerchi della bandiera olimpica e i simboli delle federazioni italiane rappresentative degli sport nautici: la Federazione Italiana Sci Nautico, la Federazione Italiana Nuoto, la Federazione Italiana Motonautica, la Federazione Italiana Canottaggio, la Federazione Italiana Vela e la Federazione Italiana pesca Sportiva e Attività Subacquee.